# Семенов Юліан Семенович
Юліа́н Семе́нович Семе́нов (справжнє прізвище Ляндрес; 8 жовтня 1931, Москва, РРФСР — 15 вересня 1993, Москва, Росія) — російський радянський письменник, сценарист, поет, журналіст.
Будинок-музей Юліана Семенова знаходиться у Криму, у селищі Олива.

## Навчання та початок творчої діяльності
У 1948 році вступив до Московського інституту сходознавства. Під час навчання дружив з Євгеном Примаковим. У 1953-му закінчив близькосхідний факультет Московського інституту сходознавства, потім займався в Московському державному університеті науковою роботою, викладав мову пушту, одночасно навчався там же на історичному факультеті. З 1955 року почав пробувати себе в журналістиці: друкувався в журналі «Огонек», газетах «Правда», «Литературная газета», «Комсомольская правда». У 1960-му став членом Спілки письменників СРСР.

## Творчість
Автор серій романів «Альтернатива» та «Позиція», героєм яких є вигаданий радянський розвідник Максім Ісаєв, який під час Другої Світової війни був впроваджений до апарату Головного управління імперської безпеки Третього Рейху під іменем Макса Отто фон Штірліца, роману «Дипломатичний агент» про сходознавця Яна Віткевича, який виконував доручення розвідувально-дипломатичного характеру на користь Російської імперії, роману-хроніки «Горіння» про засновника ВЧК та очільника Червоного терору під час Громадянської війни в Росії Фелікса Джержинського, романів «ТАРС уповноважений заявити…», «Міжконтинентальний вузол», «Протистояння» про протистояння розвідслужб КДБ та ЦРУ, повістей «49 годин 25 хвилин», «При виконанні службових обов'язків», «Майор Вихор», «Пароль не потрібен», книг публіцистики «В'єтнамський щоденник», «На козлі за вовком», «Каприччіозо по-сицилійськи» та інших.
Писав сценарії для кіно — переважно за мотивами своїх творів. Повна фільмографія налічує понад 20 екранізованих творів, деякі з яких («Майор Вихор» (1967), «Сімнадцять миттєвостей весни» (1973), «Петровка, 38» (1980), «ТАРС уповноважений заявити...» (1984), «Протистояння» (1985)) продовжують залишатися хітами російського кінематографу.
Виступив як режисер фільму «Ніч на 14-й паралелі» (1971) і актор у фільмах «Будні і свята» (1961) і «Соляріс» (1972, реж. Андрій Тарковський).

## Смерть

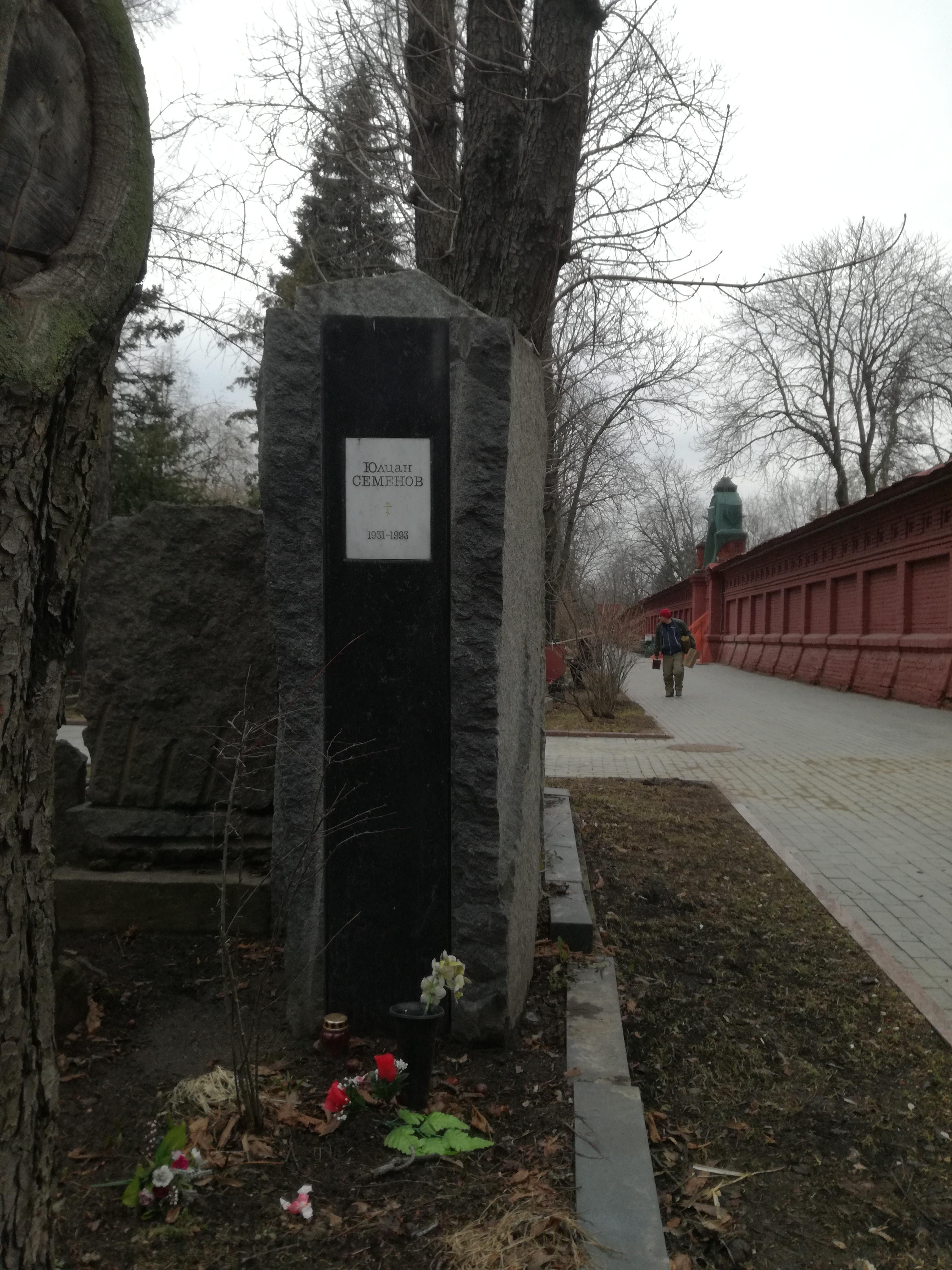
Кенотаф Юліана Семенова на Новодівичому кладовищі Москви

У 1990-му пережив раптовий інсульт, після якого виявився прикутим до ліжка, і повернутися до роботи вже не зміг. Хвороба і смерть письменника призвели до поширення версій щодо його «усунення»: «він надто багато знав…», "тоді протягом дуже короткого часу загинуло кілька членів редколегії «Совершенно секретно» Молодша донька Ольга Семенова у фільмі «Розповіді про батька. Юліан Семенов очима дочки» сказала, що її батька «усунули».
Помер Семенов 15 вересня 1993 року в Москві.
Його попіл, згідно з заповітом, було розвіяно над Чорним морем.
На Новодівичому кладовищі встановлено кенотаф.

## Родина

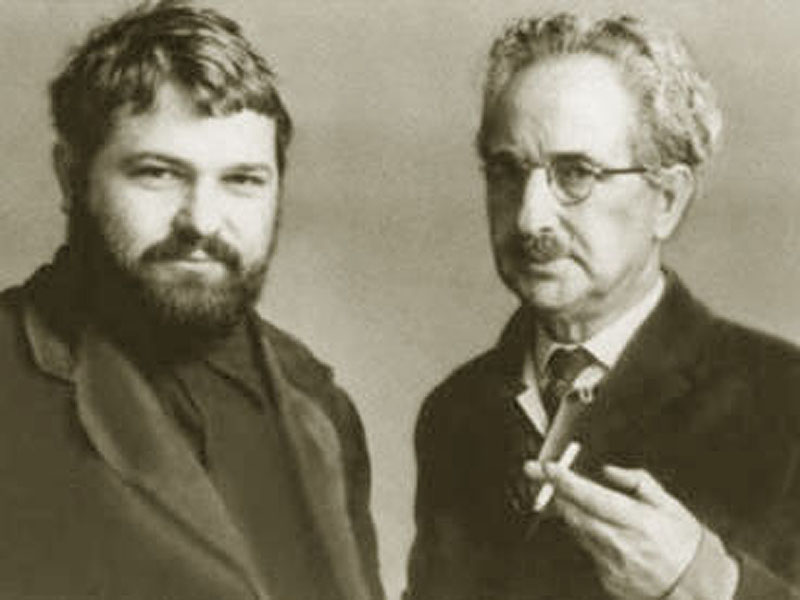
Юліан Семенов з батьком

- Батько: Семен Олександрович Ляндрес — організатор видавничої справи, редактор, репресований у 1952 році за звинуваченням у посібництві «троцькістському диверсантові» Миколі Бухаріну.
- Мати: Галина Миколаївна Ляндрес (уроджена Ноздрина),учителька історії.
- Дружина: Катерина Сергіївна, донька Наталі Петрівни Кончаловської.
- Діти: Дарина — журналістка; Ольга — журналістка, актриса[15].

## Цікаві факти
- У фільмі «Соляріс» зіграв роль голови наукової комісії.
- Уся команда авторів фільму «Сімнадцять миттєвостей весни», окрім автора Юліана Семенова, відзначена державними нагородами.
- В українському фільмі «Пригоди S Миколая» в будинку стоїть книга, на якій гарно видно ім'я автора: Юліан Семенов.
- За спогадами письменника І. Петровція, Семенов досить добре розмовляв українською мовою[16].

## Переклади творів українською мовою
- Юліан Семенов. ТАРС уповноважений заявити… : Роман / авториз. перекл. з рос. Надії Орловової — К. : Молодь, 1983—280 с.